# Waldbühne Kloster Oesede
Die Waldbühne Kloster Oesede ist eine Freilichtbühne in der niedersächsischen Stadt Georgsmarienhütte im Landkreis Osnabrück, die 1951 von der damaligen Gemeinde Kloster Oesede errichtet wurde. Derzeit werden hier jährlich bis zu 4 Musicals – aufgeteilt auf zwei Sommerstücke sowie zwei Winterstücke – aufgeführt.

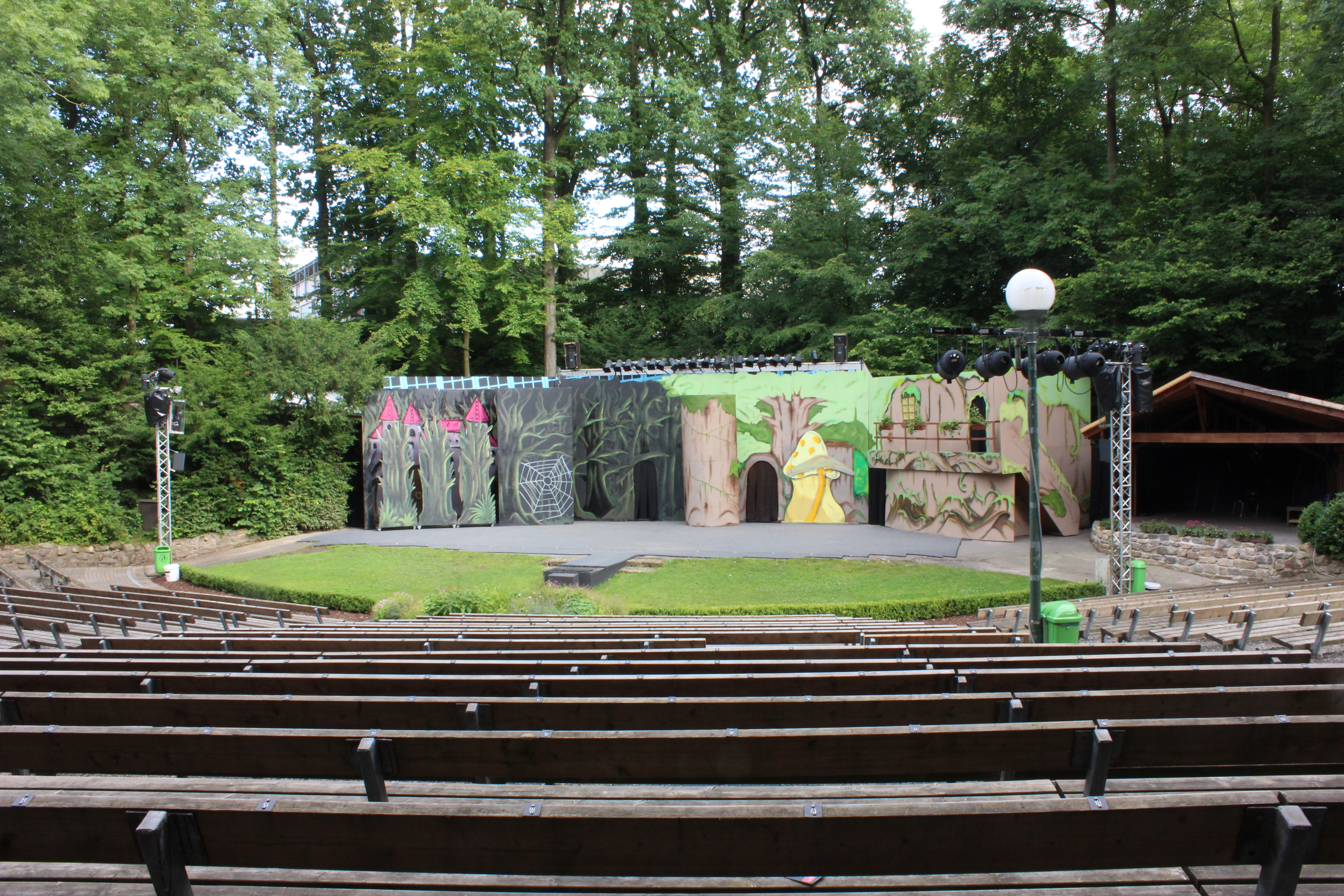
Waldbühne Kloster Oesede im Sommer 2012 mit dem Bühnenbild für „Mirinda Zauberwind“

## Geschichte
1951 wurde die Waldbühne durch die ehemalige Gemeinde Kloster Oesede unter dem Namen Eichendorff-Bühne eröffnet. Zunächst wurden Freilichtspiele mit Klassikbearbeitungen wie beispielsweise Faust oder Die Nibelungen sowie Märchen wie Schneewittchen aufgeführt.
Aus finanziellen Gründen musste der Spielbetrieb im Jahr 1959 jedoch eingestellt werden.
In den folgenden Jahren fungierte die Bühne daher als Ort für Sportveranstaltungen und Konzerte.
Nach dem Zusammenschluss Kloster Oesedes mit vier weiteren Landgemeinden zur Stadt Georgsmarienhütte im Jahr 1970 übernahm diese die Freilichtbühne. In den folgenden Jahren war die Bühne hauptsächlich Schauplatz diverser Rockfestivals und Konzerte.
Zu Beginn der 1980er Jahre endete auch diese Verwendung, sodass die Bühne einige Jahre nicht genutzt wurde, bevor 1988 der Theaterbetrieb unter der Leitung von Franz Breit wieder aufgenommen werden konnte; das erste gezeigte Stück war das Musical Oklahoma!; 1990 kam unter der Leitung von Johannes Börger zusätzlich das Kindertheater an die Bühne. Am 20. Juni 1995 gab die Rockband Fleetwood Mac ein Konzert auf der Waldbühne.
Im Jahr 2003 wurde der Verein „Waldbühne Kloster Oesede e.V.“ gegründet und der Spielbetrieb seither unter diesem Namen durchgeführt. Seit 2004 wird das Abendstück durch die Livemusik der Band der Waldbühne aufgewertet. Seitdem begeisterten die Musiker unter der Leitung von Georgi Gürov die Besucher in den Abendstücken. 2009 führte er mit Blood Brothers die Weltpremiere an einer Freilichtbühne auf. 2010 wurde mit Betty und ihre Schwestern zum ersten Mal eine deutsche Erstaufführung gespielt. 2013 feierte das Ensemble mit den bereits über 500 Mitgliedern des Vereins Waldbühne Kloster Oesede das 25-jährige Jubiläum nach Reaktivierung der Waldbühne. Der Chor der Waldbühne wurde bis 2015 von Angela Irnich geleitet und bereicherte ebenfalls musikalisch alle Abendstücke. Für die Heiße Ecke wurden bis zu achtstimmige Stücke eingeübt. Im Jahr 2015 übergaben Georgi Gürov die musikalische Leitung und Angela Irnich die Chorleitung an Christian Tobias Müller. Zusätzlich gibt es seit 2015 zusätzlich das Waldbühnen-Wintermusical vom Jugendensemble.
Für 2020 wurden aufgrund der Covid-19-Pandemie alle Veranstaltungen abgesagt. Als Ersatzprogramm wurde der Kultursommer ins Leben gerufen, bei dem unter anderem Frank und seine Freunde oder MNT Show Production zu Gast waren. Seitdem findet der Kultursommer jährlich mit wechselnden Gästen statt. Die evangelischen und römisch-katholischen Kirchengemeinden aus Georgsmarienhütte feierten 2020 und 2021 Weihnachts- und Konfirmationsgottesdienste sowie Erstkommunion und ökumenische Gottesdienste zum Jahreswechsel und Pfingsten auf der Waldbühne.
Anlässlich des 850-jährigen Jubiläums von Kloster Oesede, sowie 50 Jahre Georgsmarienhütte, wurde die Eigenproduktion HiStory re-Imagened Geschichte(n) neu erzählt aufgeführt. Seit 2024 ist die Kirche St. Marien Kloster Oesede, nach der Aula des Gymnasiums, der Veranstaltungsort für das Wintertheaterstück.

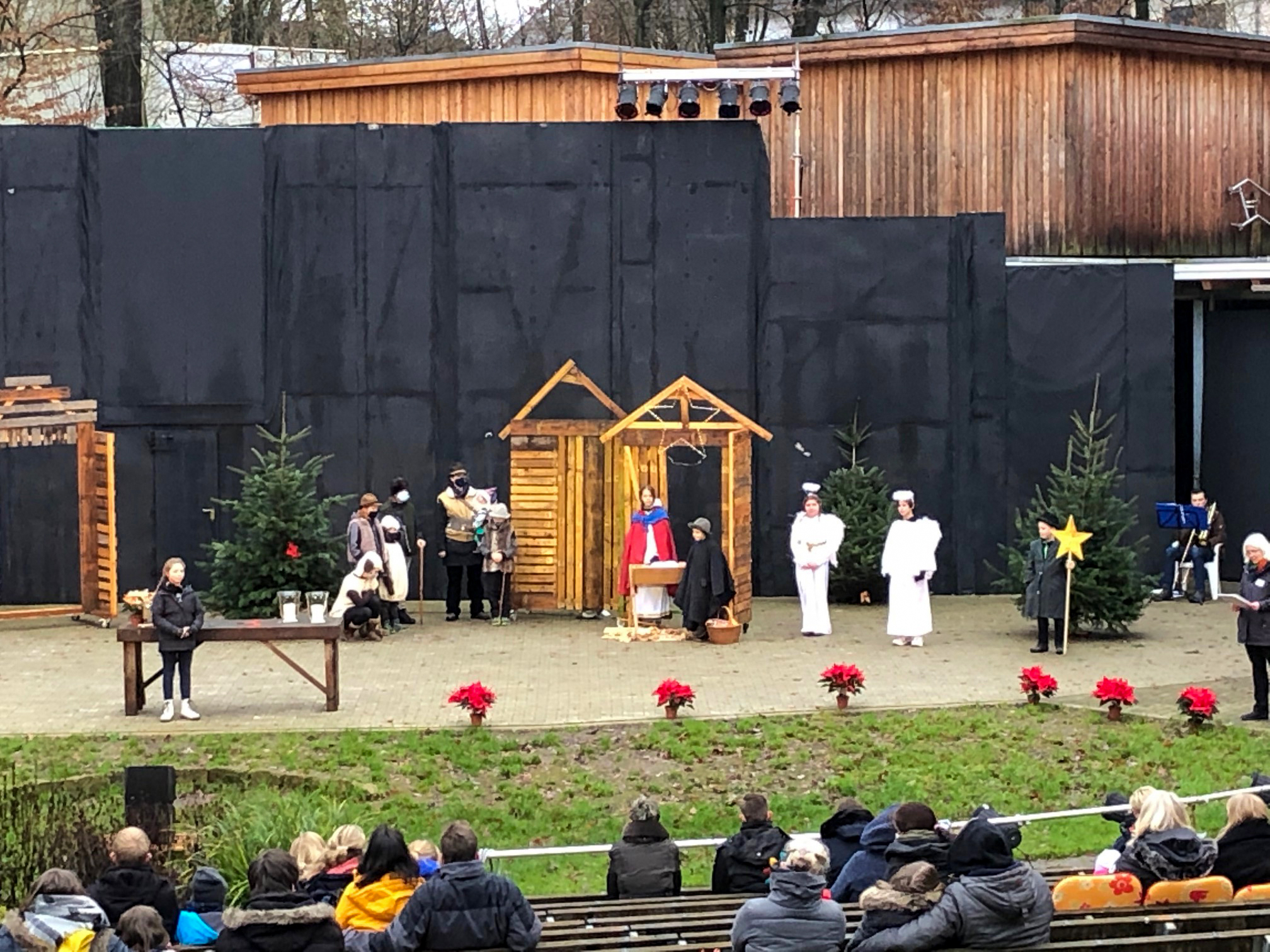
Krippenspiel am Heiligen Abend 2020
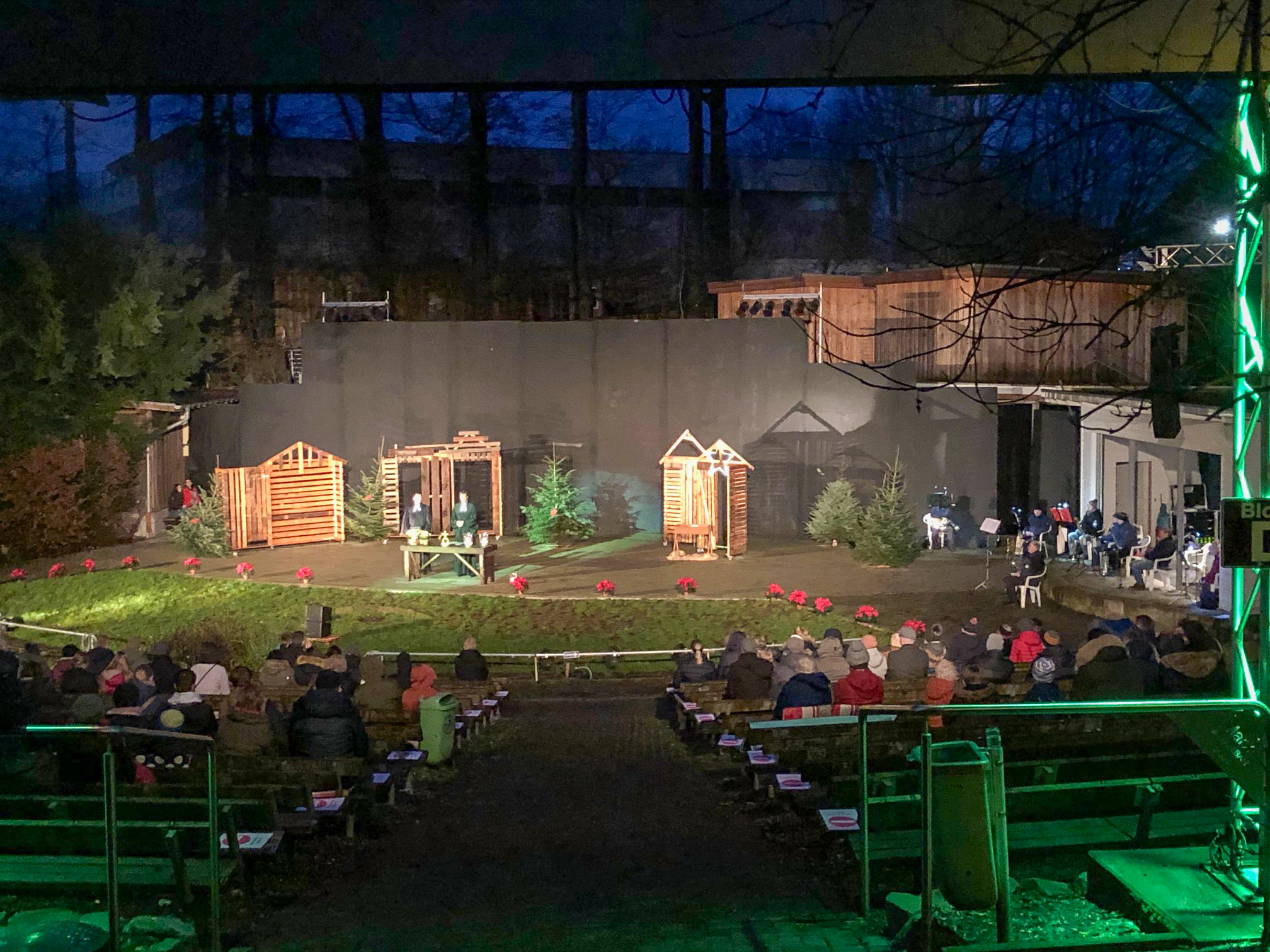
Christvesper am Heiligen Abend 2020
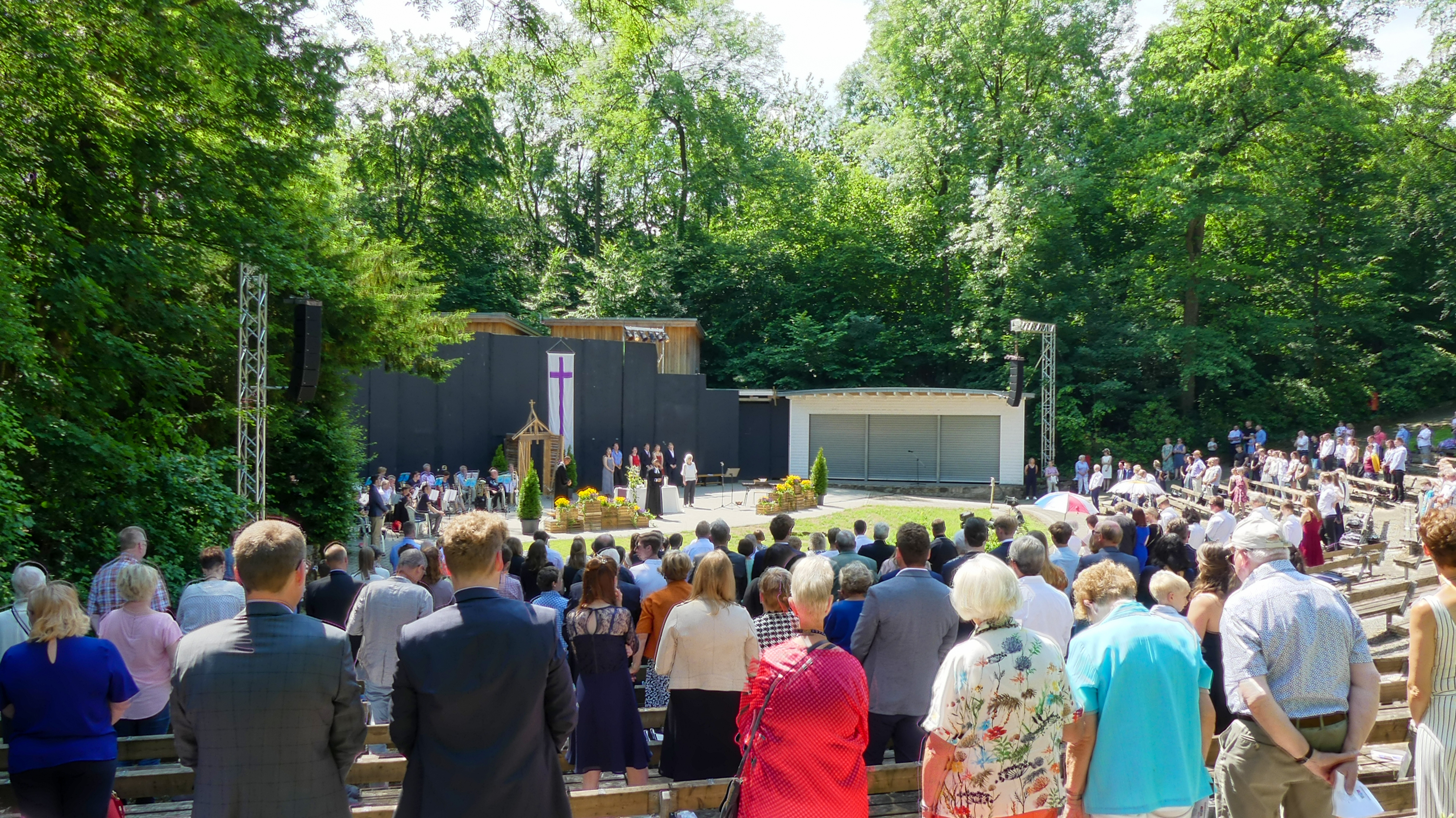
Konfirmation 2021
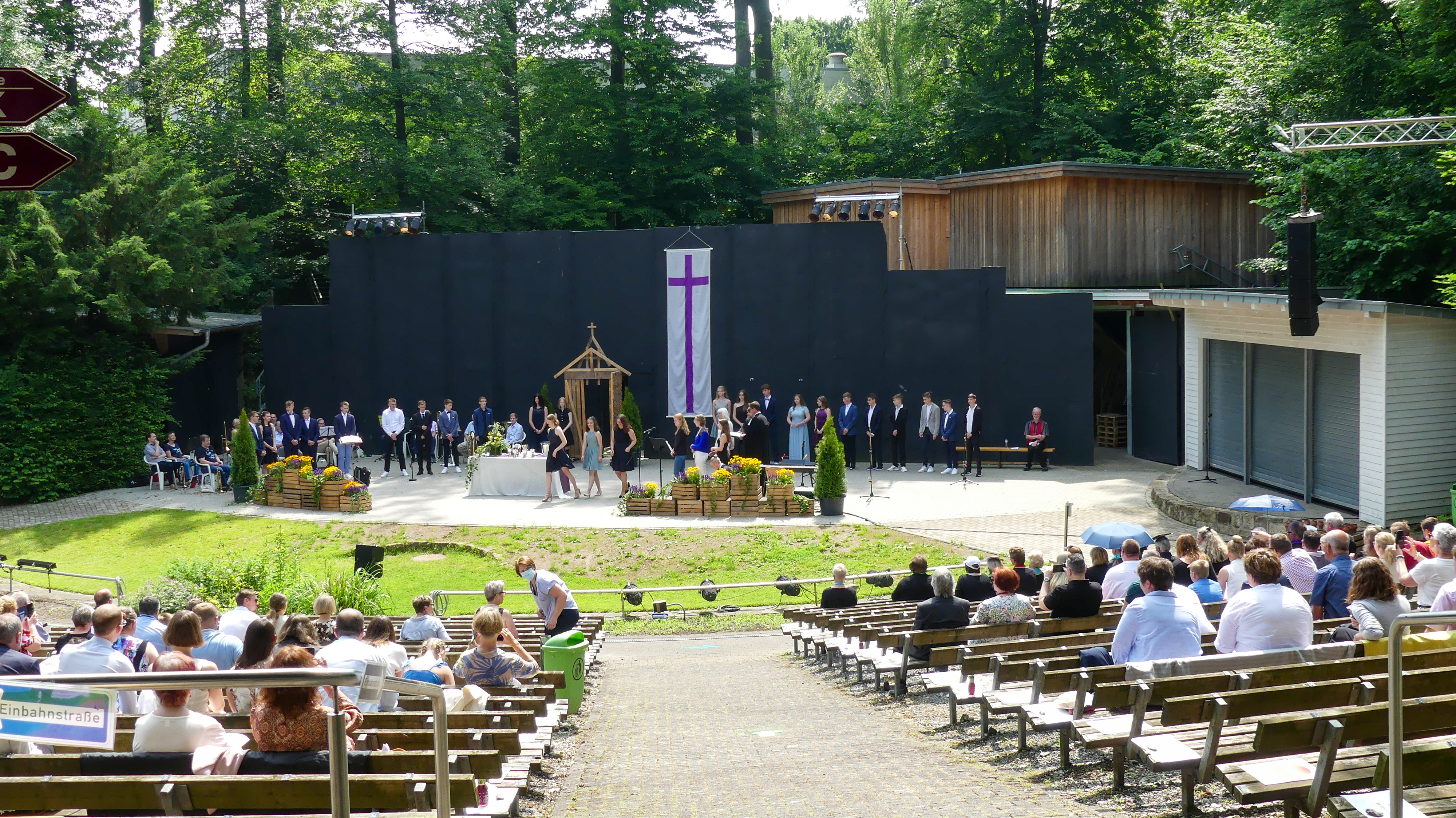
Konfirmation 2021

Die Waldbühne Kloster Oesede ist Mitglied im Verband Deutscher Freilichtbühnen.

## Die Bühne
Die Waldbühne ist zu allen Seiten von Laubbäumen umgeben; der breite, in einer Steigung angeordnete Zuschauerraum bietet in 4 Blöcken mit jeweils 16 Bankreihen insgesamt 1200 Zuschauern Platz. Seitlich der Bühne findet die Liveband, die während der Abendstücke die Vorstellung musikalisch begleitet, Platz.

## Aufführungshistorie
| Jahr | Jahreszeit | Stück                                                          | Autor |
| ---- | ---------- | -------------------------------------------------------------- | --- |
| 2012 | Sommer     | Mirinda Zauberwind                                             | Markus Westermeyer |
| 2012 | Sommer     | Eine Hochzeit zum Verlieben                                    | Musik: Heiner Lürig Text: Heinz Rudolf Kunze |
| 2012 | Sommer     | Heiße Ecke                                                     | Musik: Martin Lingnau Buch: Thomas Matschoß Liedtext: Heiko Wohlgemuth |
| 2013 | Sommer     | Emil und die Detektive                                         | Buch & Text: Wolfgang Adenberg Musik: Marc Schubring |
| 2013 | Sommer     | Ein Sommernachtstraum                                          | Musik: Martin Lingnau Buch: Sigrid Andersson Liedtexte Edith Jeske |
| 2013 | Sommer     | Heiße Ecke                                                     | Musik: Martin Lingnau Buch: Thomas Matschoß Liedtext: Heiko Wohlgemuth |
| 2014 | Sommer     | Der kleine Tag                                                 | Text: Wolfram Eicke Musik: Rolf Zuckowski & Hans Niehaus |
| 2014 | Sommer     | Toll trieben es die alten Römer oder Zustände wie im alten Rom | Buch: Burt Shevelove & Larry Gelbart Musik & Liedtext: Stephen Sondheim Deutsche Fassung: Frank Thannhäuser |
| 2014 | Sommer     | Heiße Ecke                                                     | Musik: Martin Lingnau Buch: Thomas Matschoß Liedtext: Heiko Wohlgemuth |
| 2015 | Sommer     | Rabatz im Zauberwald                                           | Musik: Klaus Rüter Text: Wolfgang Barth |
| 2015 | Sommer     | Wie man was wird im Leben, ohne sich anzustrengen              | Musik & Liedtexte: Frank Henry Loesser Buch: Abe Burrows, Jack Weinstock, Willie Gilbert Deutsche Fassung: Roman Hinze |
| 2015 | Sommer     | Heiße Ecke                                                     | Musik: Martin Lingnau Buch: Thomas Matschoß Liedtext: Heiko Wohlgemuth |
| 2015 | Winter     | Gans oder gar nicht!                                           | Musik & Text: Patrick Hehmann |
| 2016 | Sommer     | Jim Knopf und Lukas der Lokomotivführer                        | Musik: Konstantin Wecker Text: Christian Berg |
| 2016 | Sommer     | Ein Mann ohne Bedeutung                                        | Musik: Stephen Flaherty Text: Lynn Ahrens |
| 2016 | Sommer     | Heiße Ecke                                                     | Musik: Martin Lingnau Buch: Thomas Matschoß Liedtext: Heiko Wohlgemuth |
| 2016 | Winter     | Es war einmal – 7 Märchen auf einen Streich                    | Musik: Martin Lingnau Text: Heiko Wohlgemuth |
| 2017 | Sommer     | Rumpelstilzchen                                                | Text & Musik: Jan Radermacher |
| 2017 | Sommer     | Natürlich Blond                                                | Buch: Heather Hach Musik & Liedtext: Laurence O'Keefe & Nell Benjamin Deutsche Fassung: Kevin Schrieder & Heiko Wohlgemuth |
| 2017 | Sommer     | Heiße Ecke                                                     | Musik: Martin Lingnau Buch: Thomas Matschoß Liedtext: Heiko Wohlgemuth |
| 2017 | Winter     | Rotkäppchen                                                    | Text & Musik: Jan Radermacher |
| 2018 | Sommer     | Robin Hood junior                                              | Buch & Musik: Jan Radermacher & Timo Riegelsberger |
| 2018 | Sommer     | Zzaun!                                                         | Buch: Tilmann von Blomberg Musik & Songtexte: Alexander Kuchinka |
| 2018 | Sommer     | Natürlich Blond                                                | Buch: Heather Hach Musik & Liedtext: Laurence O'Keefe & Nell Benjamin Deutsche Fassung: Kevin Schrieder & Heiko Wohlgemuth |
| 2018 | Winter     | Drei Haselnüsse für Aschenbrödel                               | Musik: Timo Riegelsberger & Christian Berg Text: Christian Berg & Mirko Bott |
| 2019 | Sommer     | Madagascar                                                     | Buch: Kevin Del Aguila Musik & Gesangstexte: George Noriega & Joel Someillan Deutsche Fassung: Christian Poewe |
| 2019 | Sommer     | Der kleine Horrorladen                                         | Deutsche Fassung: Michael Kunze |
| 2019 | Winter     | Schneekönigin                                                  | Buch & Musik: Christian Berg |
| 2020 | Sommer     | Für einen Moment                                               | |
| 2021 | Sommer     | Es war einmal – 7 Märchen auf einen Streich                    | Musik: Martin Lingnau Text: Heiko Wohlgemuth |
| 2021 | Sommer     | Die kleine Hexe                                                | Text: Otfried Preußler Bühnenversion: John von Düffel |
| 2021 | Sommer     | Zum Sterben schön                                              | Musik: Marc Schubring Buch & Liedtexte: Wolfgang Adenberg |
| 2021 | Sommer     | HiStory re-Imagened Geschichte(n) neu erzählt                  | ALSO KNOWN AS...: Nicolai Schwab & Marco Krämer-Eis AUF WEITE SICHT: Katrin Schweiger & Lisanne Wiegand DIE STADTMACHER: Marco Chimienti & Ingbert Edenhofer KOHLENKINDER: Stefan Wurz & Lucia Reichard DER SCHWEDENSCHATZ: Jan-Marten Gerve & Marvin Polomski DER FEUERGEIST: Anna Tafel & Reiner Müller HELD UND BEINBRUCH: Hannah Ehlers FREDDY: Michael Bellmann & Ralf Rühmeier DER SCHWARZE AFGHANE: Nick Jankrift & Laura Stattkus DIE UHR: Christian Tobias Müller & Klaus Michalski DIE GELBE GEFAHR: Ben Toth & Robin Kulisch |
| 2021 | Winter     | Scrooge – Eine Weihnachtsgeschichte                            | Buch: Chistian Berg Musik: Michael Schanze |
| 2022 | Sommer     | Alice im Wunderland                                            | Buch & Musik: Jane Yates Vogt & Mark Friedmann Deutsche Übersetzung: Laura Stattkus |
| 2022 | Sommer     | Rock of Ages                                                   | Buch: Chris D’Arienzo Musik: Ethan Pop Deutsche Übersetzung: Holger Hauer |
| 2022 | Sommer     | HiStory re-Imagened Geschichte(n) neu erzählt                  | ALSO KNOWN AS...: Nicolai Schwab & Marco Krämer-Eis AUF WEITE SICHT: Katrin Schweiger & Lisanne Wiegand DIE STADTMACHER: Marco Chimienti & Ingbert Edenhofer KOHLENKINDER: Stefan Wurz & Lucia Reichard DER SCHWEDENSCHATZ: Jan-Marten Gerve & Marvin Polomski DER FEUERGEIST: Anna Tafel & Reiner Müller HELD UND BEINBRUCH: Hannah Ehlers FREDDY: Michael Bellmann & Ralf Rühmeier DER SCHWARZE AFGHANE: Nick Jankrift & Laura Stattkus DIE UHR: Christian Tobias Müller & Klaus Michalski DIE GELBE GEFAHR: Ben Toth & Robin Kulisch |
| 2022 | Winter     | Der kleine Lord                                                | Musik: Konstantin Wecker Buch: Christian Berg & Melanie Herzog |
| 2023 | Sommer     | Der Zauberer von Camelot                                       | Buch & Liedtexte: Lutz Hübner Musik: Marc Schubring |
| 2023 | Sommer     | 9 to 5                                                         | Buch: Patricia Resnick Musik & Liedtexte: Dolly Parton Deutsche Fassung: Kevin Schroeder |
| 2023 | Winter     | Drei Haselnüsse für Aschenbrödel                               | Musik: Timo Riegelsberger & Christian Berg Text: Christian Berg & Mirko Bott |
| 2024 | Sommer     | Tarzan – Das Musical                                           | |
| 2024 | Sommer     | The Prom                                                       | Musik: Matthew Sklar Text: Chad Beguelin |
| 2024 | Winter     | Der Zauberer von Oz                                            | Text: Christian H. Voss Liedtexte & Musik: Jan Radermacher |
| 2024 | Winter     | Die Acht Frauen                                                | Buch: Robert Thomas Deutsche Übersetzung: Franz Martin |
| 2025 | Sommer     | Das SpongeBob Musical                                          | Deutsche Fassung: Matthias Hartwig & John Havu |
| 2025 | Sommer     | Kein Pardon – Das Musical                                      | Musik: Achim Hagemann & Thomas Zaufke Text: Thomas Hermanns |